# Blennerhassett Hotel
Blennerhassett Hotel es un hotel histórico ubicado en Parkersburg, condado de Wood, Virginia Occidental. Se inauguró en 1889 y tiene el estilo Queen Anne. fue incluido en el Registro Nacional de Lugares Históricos en 1982.  En 1986 se llevó a cabo una restauración completa. Es miembro de Historic Hotels of America, el programa oficial del National Trust for Historic Preservation. (El sitio web indica que la propiedad está "registrada como monumento histórico nacional". Se trata sin duda de un error por estar inscrito en el Registro Nacional de Lugares Históricos. Solo alrededor del tres por ciento de las listas del Registro son NHL.)
A finales de 1800, el dinero de las industrias del petróleo y el gas natural inundó Parkersburg, West Virginia, y la ciudad se convirtió rápidamente en una ciudad animada que recibía a hombres de negocios y visitantes de todo el país. Diseñado y construido por William Chancellor, un destacado hombre de negocios de Parkersburg, Blennerhassett abrió sus puertas en 1889 y rápidamente se convirtió en un gran escaparate de lo que más tarde se conocería como la era de la luz de gas. El hotel original tenía aproximadamente 50 habitaciones alrededor de una escalera central. Los baños eran lugares comunes en cada uno de los cuatro pisos de invitados y la cocina estaba ubicada en el quinto piso. Lo que ahora es la sala de juegos del hotel originalmente albergaba el First National Bank of Parkersburg y tenía el lujo de la electricidad.
Lleva el nombre de Harman y Margaret Blennerhassett, quienes se establecieron en una isla en el río Ohio en 1798 y construyeron una mansión palladiana en su propiedad de estilo europeo (la isla ahora llamada Isla Blennerhassett). Su propiedad era la envidia de todos los lugareños, pero no alcanzaron la fama nacional hasta que permitieron que el exvicepresidente Aaron Burr usara la isla como base de operaciones para su controvertida exhibición militar. Etiquetado como una conspiración por algunos, los Blennerhassetts huyeron por el río Ohio para escapar cuando la milicia invadió la isla.